# 4162 SAF
4162 SAF este un asteroid din centura principală descoperit pe 24 noiembrie 1940 de André Patry, la Observatorul Astronomic din Nisa, în sudul Franței.

## Denumirea asteroidului
4162 SAF a primit numele în onoarea Societății Astronomice din Franța
(în franceză: Société astronomique de France), a cărei siglă este SAF: Société Astronomique de France.
La descoperire asteroidul primise denumirea provizorie de 1940 WA.

## Caracteristici
Cu un diametru mediu de circa 23,31 km, asteroidul prezintă o orbită caracterizată de o semiaxă majoră egală cu 2,8363838 u.a. și de o excentricitate de 0,1349560, înclinată cu 14,24044° față de ecliptică.